# Sarrians
Sarrians este o comună în departamentul Vaucluse din sud-estul Franței. În 2009 avea o populație de 5.781 de locuitori.

## Evoluția populației
| An        | 1975  | 1982  | 1990  | 1999  | 2006  | 2009  |
| --------- | ----- | ----- | ----- | ----- | ----- | ----- |
| Populație | 4.052 | 5.030 | 5.094 | 5.459 | 5.679 | 5.781 |